# Tharangambadi

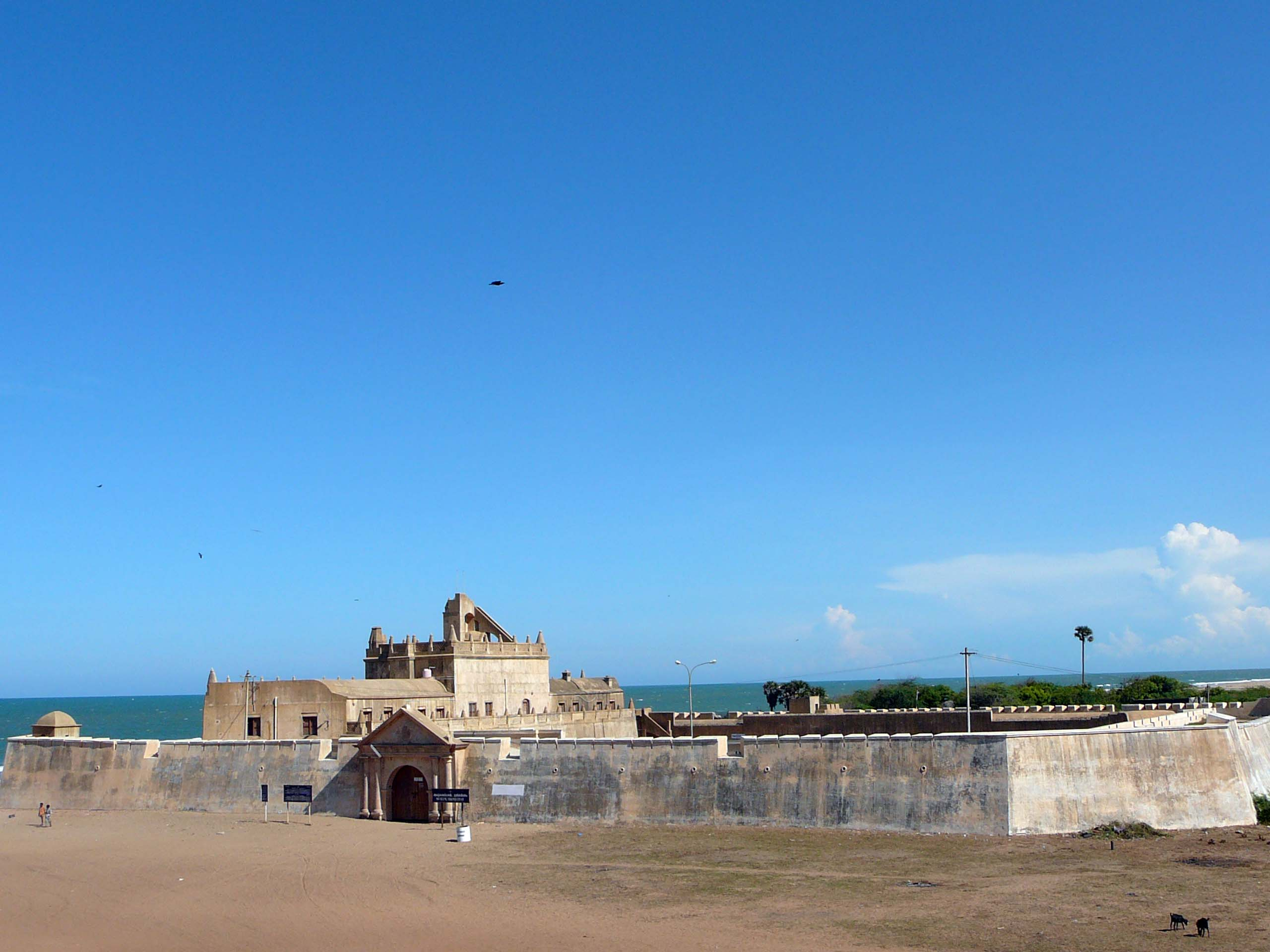
O Forte Dansborg em Tharangambadi (com o palácio do governador).

Tharangambadi (tâmil: தரங்கம்பாடி, Taraṅkampāṭi; [ˈt̪arʌŋɡʌmˌbaːɖi]), também conhecida por Tranquebar ou Trankebar, é uma cidade, com 20 841 habitantes (2001), sede de um panchayat do distrito de Nagapattinam, no estado federado de Tâmil Nadu, Índia. Foi capital da Índia Dinamarquesa, um conjunto de possessões coloniais da Dinamarca que existiram no subcontinente indiano entre 1620 e 1845. Situada na Costa de Coromandel, 15 km a norte de Karaikal, na foz de um dos distributários do rio Kaveri, o nome da cidade deriva de tarangambadi, palavra que na língua tâmil significa lugar onde as ondas cantam.

## História
A cidade de Tranquebar foi fundada em torno da feitoria que a Companhia Dinamarquesa das Índias Orientais ali instalou em 1620, ano que se iniciou a construção do forte que ficaria conhecido por Forte Dansborg, destinado a albergar a residência do governador dinamarquês. A escolha do local resultou das conversações entre Ove Gjedde, o comandante da expedição dinamarquesa enviada ao Ceilão, e Thirumalai, o nayak de Tanjore (ou Tanjavur), o potentado local.
A 20 de Novembro de 1620 foi assinado um tratado entre Ove Gjedde, em representação do rei da Dinamarca, e aquele régulo, concedendo aos dinamarqueses o direito de construir uma fortaleza e de instalar um entreposto comercial nas proximidades da então aldeia de Tarangambadi (a que os dinamarqueses chamaram Tranquebar). Com altos o baixos, os dinamarqueses permaneceriam naquele local por mais de 225 anos, estendendo o seu domínio a um território que no seu auge atingiria cerca de 50 km² em torno da fortaleza.
Na fase inicial, a manutenção da presença dinamarquesa dependeu do recrutamento local de mercenários, entre os quais muitos portugueses, já que a Companhia teve dificuldades económicas e foi dissolvida. Sem contacto com a Dinamarca durante largos períodos, a guarnição chegou a reduzir-se a um único súbdito dinamarquês. Após a dissolução da Companhia Dinamarquesa das Índias Orientais (Dansk Ostindisk Kompagni) em 1639 e quase 29 anos sem contacto directo com a Dinamarca, o controlo da feitoria foi transferido para uma nova Companhia, fundada em 1670. A nova companhia, que manteve o nome e o estatuto privilegiado da anterior, prosperou após a Paz de Rijswijk (1697), mantendo o controlo da cidade até 1729. 
Naquele ano, a Companhia Dinamarquesa das Índias Orientais foi substituída pela Companhia Dinamarquesa da Ásia (Asiatisk Kompagni), mas em 1777 as colónias foram transferidas para a dependência directa da coroa dinamarquesa.  
Tranquebar foi ocupada em 1801 por forças britânicas no contexto das Guerras Napoleónicas, mas foi devolvida à Dinamarca em 1814 na sequência da Paz de Kiel. Contudo, nunca mais recuperou a sua antiga importância comercial, e entrou em rápido declínio face à crescente importância do porto de Nagapattinam, particularmente quando aquela cidade ficou ligada por caminho-de-ferro ao interior da região.
A perda de interesse e os custos de manter possessões coloniais tão distantes levou a Dinamarca a procurar uma solução, que acabou por ser a venda das suas colónias na Índia ao Império Britânico. A cidade, em conjunto com outras possessões na Índia, foi vendida por £ 125 000 aos britânicos em 1845. Foi então incorporada no Raj Britânico, acabando, após a formação da União Indiana, por integrar o estado de Tâmil Nadu.
Para além da sua importância como entreposto comercial, a cidade de Tranquebar foi um importante pólo de irradiação do protestantismo na Índia, contrariando a missionação católica iniciada um século antes pelos portugueses. Os primeiros missionários protestantes a desembarcar na Índia foram dois pastores luteranos alemães enviados para Tranquebar: Bartholomäus Ziegenbalg e Heinrich Plütschau, chegados àquela cidade em 1705. Como parte da sua acção missionária, traduziram a Bíblia para a língua tâmil e depois para hindustani e criaram a primeira base de apoio para as diversas confissões cristãs reformadas no subcontinente indiano, incluindo para as colónias portuguesas, britânicas e holandesas. 
Depois de um arranque difícil, a comunidade luterana expandiu-se para Madras, Cuddalore e Tanjore, ficando Tranquebar com a precedência histórica, razão pela qual bispo de Tranquebar continua a ser o título oficial do bispo da Igreja Evangélica Luterana Tâmil, a organização dos cristãos luteranos no sul da Índia, fundada em 1919 como resultado da fusão da Missão Luterana Alemã (a Leipzig Mission) e a Missão da Igreja Luterana da Suécia.  A sé episcopal, a catedral luterana, e a residência do bispo ("Tranquebar House") estão localizadas em Tiruchirappalli.
Os missionários da Congregação da Morávia (Moravian Brethren), de Herrnhut, Saxónia, estabeleceram um centro missionário em Porayar, próximo de Tranquebar. O missionário jesuíta Constanzo Beschi, que missionou na região entre 1711 e 1740, manteve uma forte disputa com os missionários protestantes de Tranquebar, publicando diversos ensaios sobre essa polémica.
As igrejas luteranas, o Forte Dansborg e as portas da cidade foram restauradas como parte de um projecto para atrair turistas à região. O Forte alberga um museu concebido em torno de uma colecção de artefactos relacionados com a presença dinamarquesa na Índia e com a actividade missionária protestante centrada nas possessões dinamarquesas.

## Galeria

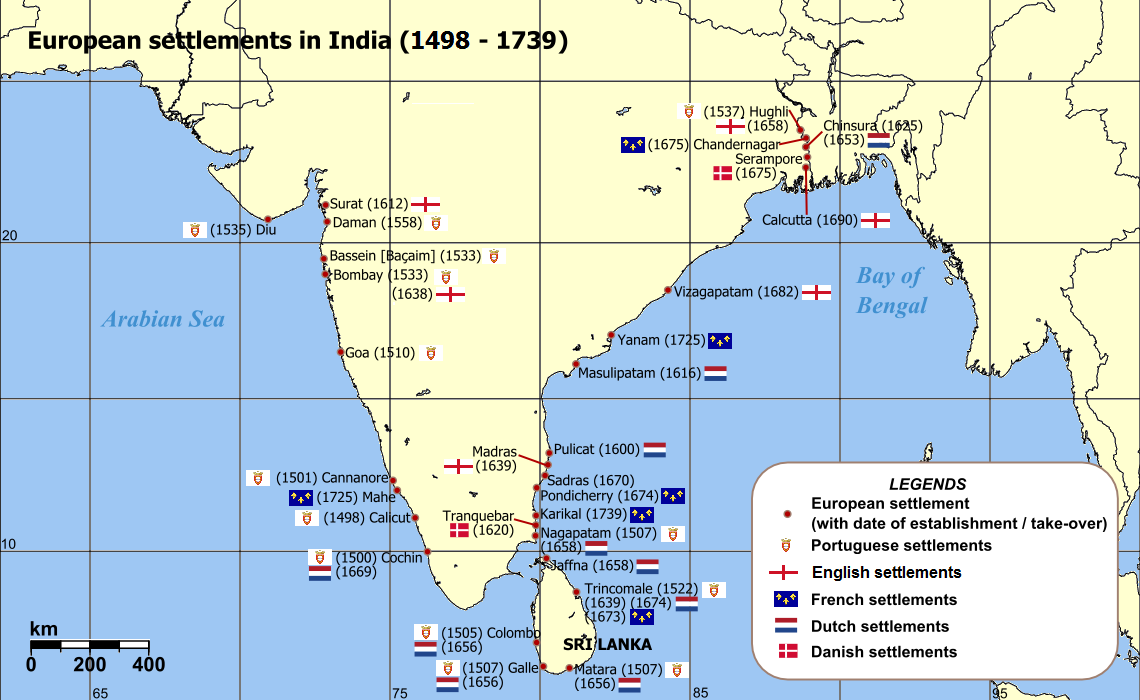
Estabelecimentos coloniais europeus na Índia.
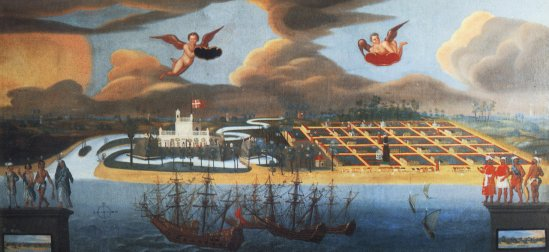
Tranquebar, cerca de 1600.
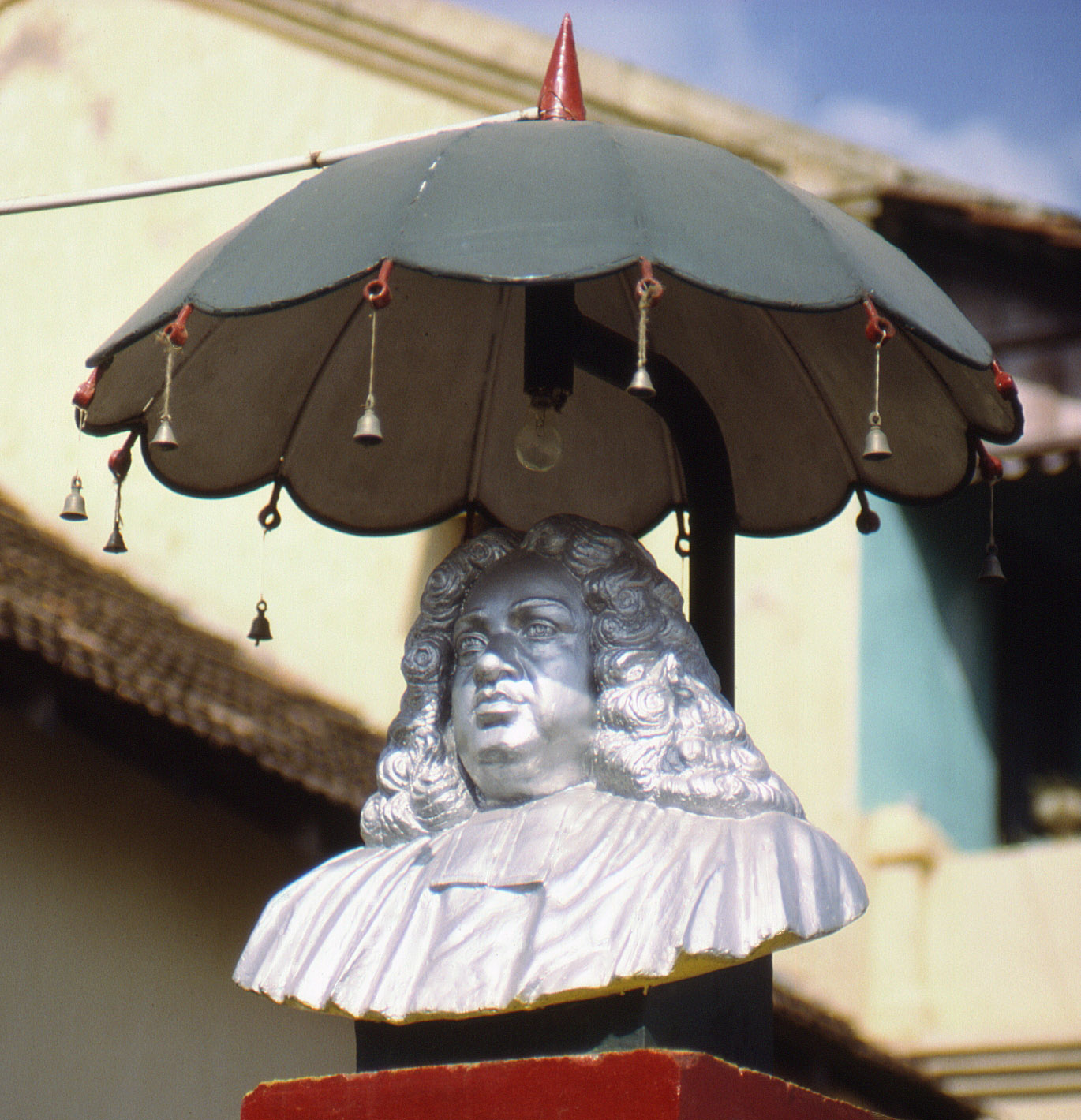
Monumento a Bartholomäus Ziegenbalg em Tranquebar.
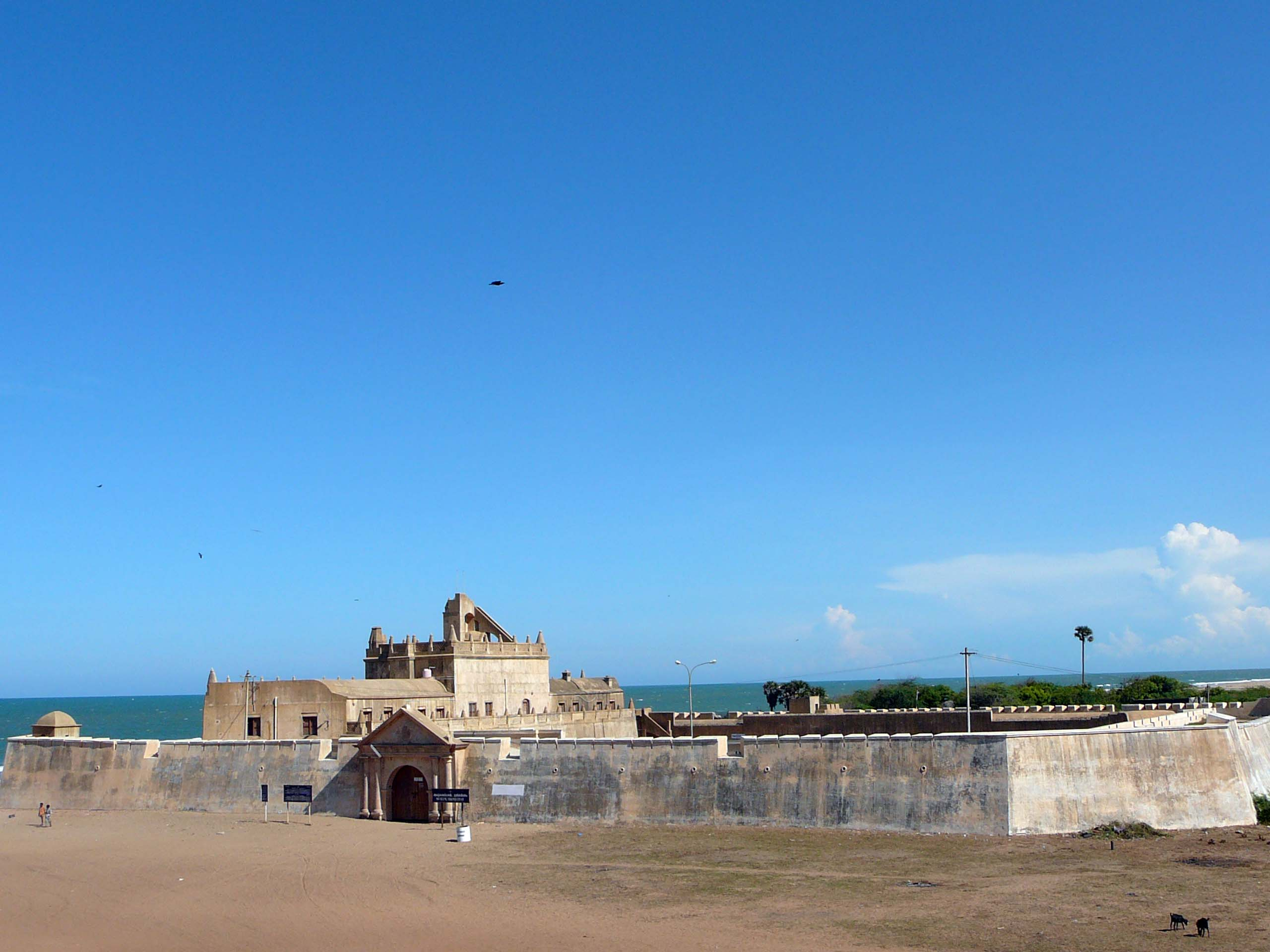
Forte Dansborg (fundado em 1620 e parcialmente renovado em 2002 pela Tranquebar Association). Vista da residência do governador.
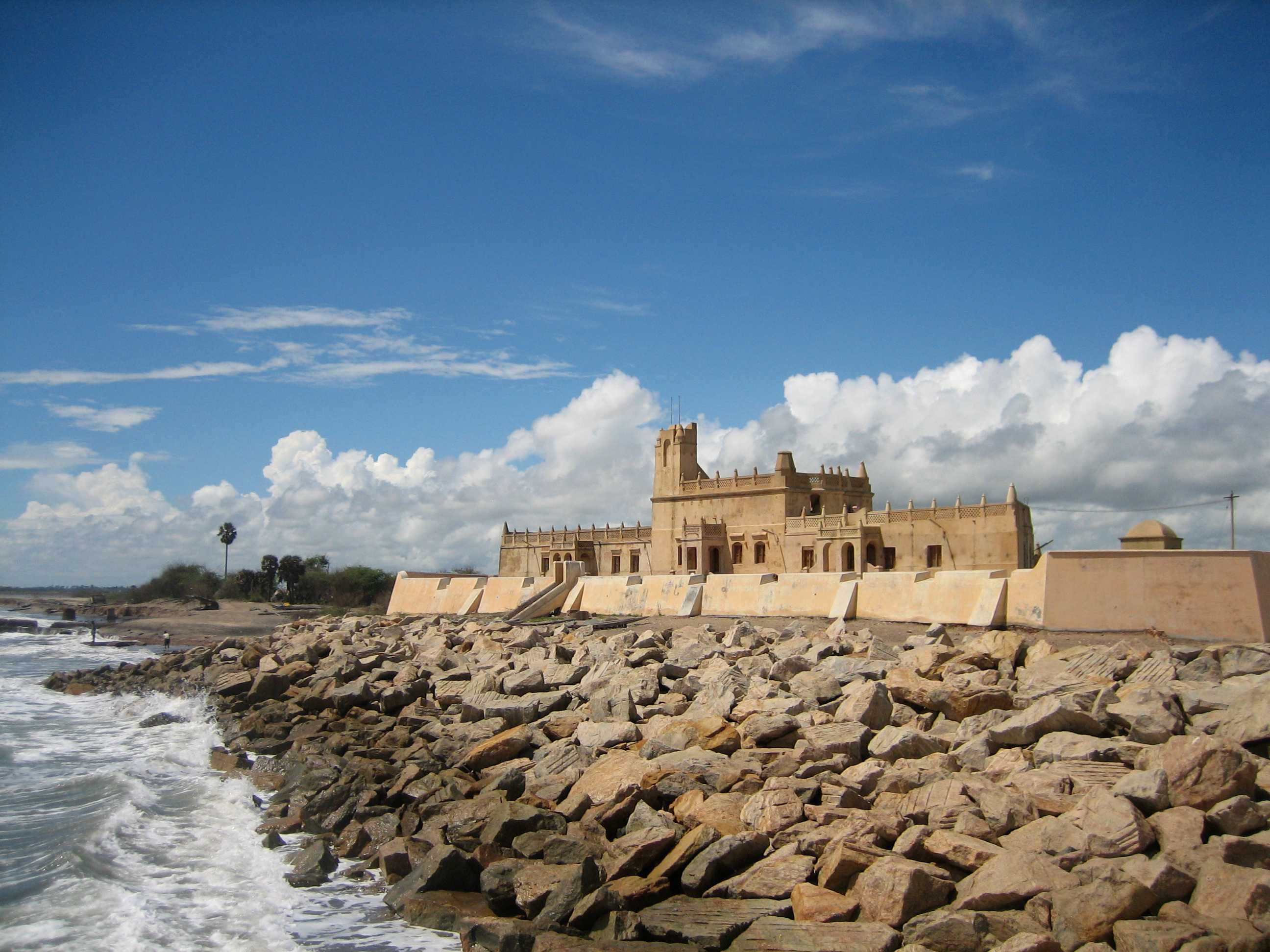
Forte Dansborg